# درسی در عشق
درسی در عشق (سوئدی: En lektion i kärlek) فیلمی در ژانر درام و رمانتیک به کارگردانی اینگمار برگمان است که در سال ۱۹۵۴ منتشر شد. از بازیگران آن می‌توان به گونار بیورنستراند و هاریت آندرشون اشاره کرد.